# Hỗn hợp Bordeaux
Hỗn hợp Bordeaux (còn được gọi là dung dịch Bordeaux hay dung dịch Boóc đô) là hỗn hợp đồng (II) sunfat (CuSO4) và vôi tôi (Ca(OH)2) được sử dụng làm thuốc diệt nấm. Nó được sử dụng trong các vườn nho, trang trại trái cây và vườn để ngăn chặn các bệnh đốm lá, bệnh phấn trắng và các loại bệnh cây do nấm khác. Nó được phun trên cây như một loại điều trị phòng ngừa; phương thức hoạt động của nó là không hiệu quả sau khi cây đã bị nhiễm nấm. Hỗn hợp này được phát minh ở vùng Bordeaux của Pháp vào cuối thế kỷ 19. Nếu nó được áp dụng với số lượng lớn hàng năm trong nhiều năm, đồng trong hỗn hợp cuối cùng sẽ trở thành một chất gây ô nhiễm. 

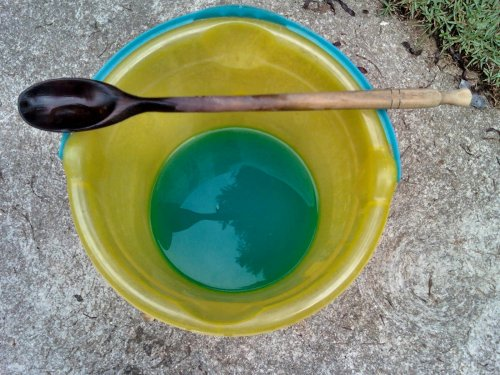
Chuẩn bị hỗn hợp Bordeaux

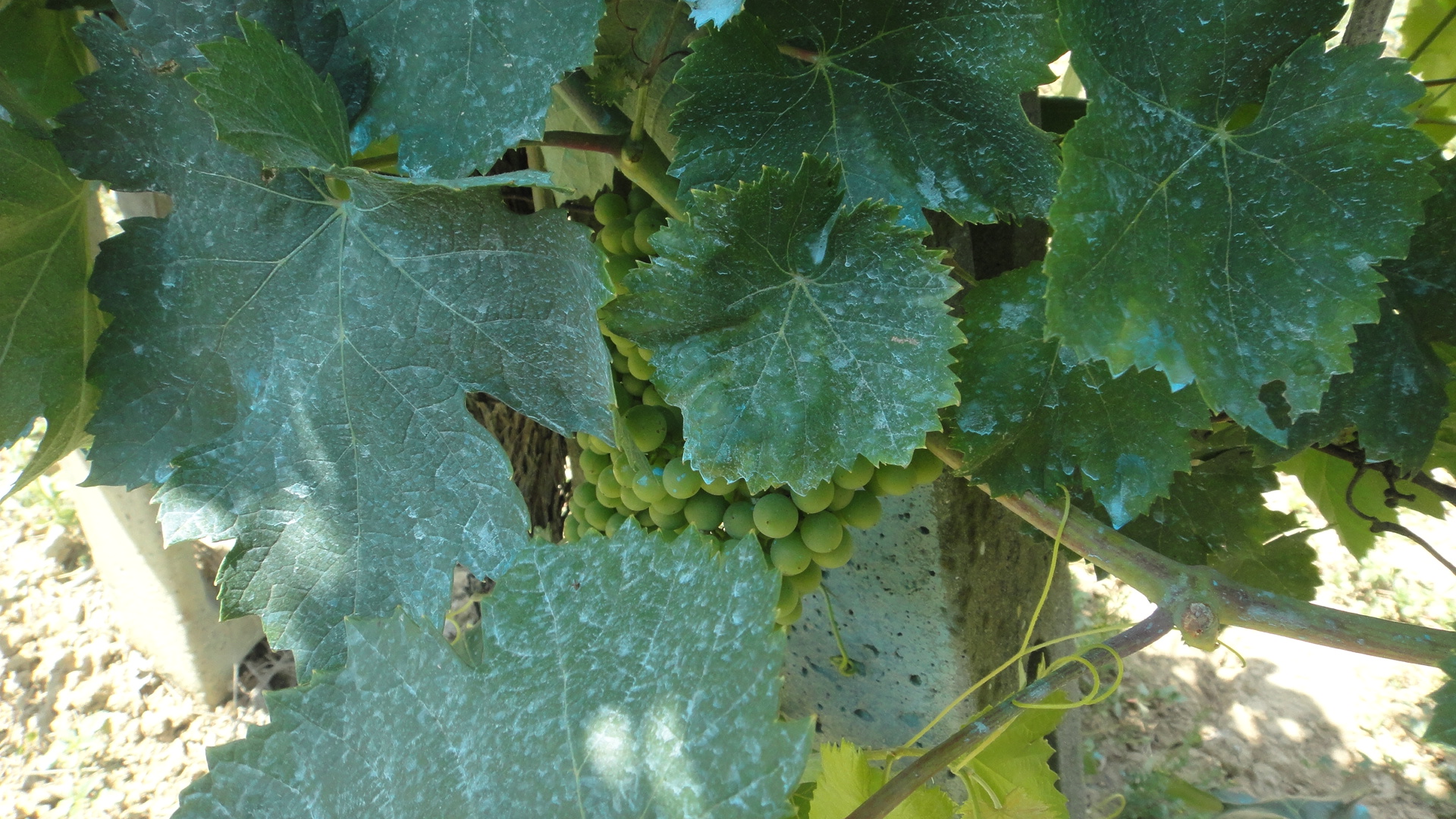
Hỗn hợp Bordeaux trên cây nho

## Công dụng chính
Ngoài công dụng của nó để kiểm soát nhiễm nấm trên cây nho, hỗn hợp này còn được sử dụng rộng rãi để kiểm soát bệnh bạc lá khoai tây, xoăn lá đào và bệnh ghẻ táo. Nó được chấp thuận cho sử dụng trong nông nghiệp hữu cơ, vì vậy thường được sử dụng bởi những người làm vườn hữu cơ nơi những người làm vườn vô cơ sẽ thích các biện pháp kiểm soát khác.

## Phương thức hoạt động
Hỗn hợp Bordeaux đạt được hiệu quả của nó bằng các ion đồng (Cu 2+) của hỗn hợp. Những ion này ảnh hưởng đến các enzyme trong bào tử nấm theo cách ngăn ngừa sự nảy mầm. Điều này có nghĩa là hỗn hợp Bordeaux phải được sử dụng phòng ngừa, trước khi bệnh nấm xảy ra.
Che chắn kỹ lưỡng khi phun dung dịch này lên cây là cần thiết. Dung dịch Bordeaux tiếp tục bám dính tốt vào cây trong mưa, mặc dù về lâu dài nó sẽ bị mưa cuốn trôi. Thông thường trong thực tế, nó được áp dụng chỉ một lần một năm, vào mùa đông.

## Chuẩn bị
Hỗn hợp Bordeaux có thể được điều chế bằng cách sử dụng các tỷ lệ khác nhau của các thành phần. Khi chuẩn bị, CuSO4 và vôi được hòa tan riêng trong nước và sau đó trộn lẫn. Calci oxit (vôi sống) và calci hydroxide (vôi tôi) cho kết quả cuối cùng giống nhau, vì một lượng nước dư thừa được sử dụng trong chế phẩm.
Phương pháp thông thường để mô tả thành phần của hỗn hợp là cho trọng lượng CuSO4, trọng lượng của vôi ngậm nước và thể tích nước, theo thứ tự đó. Tỷ lệ phần trăm khối lượng của CuSO4 so với trọng lượng của nước sử dụng quyết định nồng độ của hỗn hợp. Do đó, hỗn hợp  Bordeaux 1% điển hình, sẽ có công thức 1:1:100, với "1" đầu tiên đại diện cho 1 kg CuSO4 (ngậm 5 nước), thứ hai đại diện cho 1 kg vôi ngậm nước và 100 tượng trưng cho 100 lít (100 kg) nước. Vì CuSO4 chứa 25% đồng, hàm lượng đồng của hỗn hợp 1% Bordeaux sẽ là 0,25%. Lượng vôi sử dụng có thể thấp hơn lượng CuSO4. Một kg CuSO4 thực sự chỉ cần 0,225 kg vôi ngậm nước tinh khiết hóa học để kết tủa tất cả các nguyên tử đồng. Các thương hiệu độc quyền tốt của vôi ngậm nước hiện có sẵn miễn phí, nhưng, ngay cả khi chúng bị hỏng khi lưu trữ (bằng cách hấp thụ carbon dioxide từ không khí), tỷ lệ nhỏ hơn 2:1 hiếm khi được sử dụng, tương ứng với tỷ lệ 1:0,5:100 trong hỗn hợp.

## Rủi ro
Hỗn hợp Bordeaux đã được phát hiện là có hại cho cá, gia súc và giun đất do sự tích tụ đồng tiềm năng trong đất.
Hóa chất này bắt đầu được United Fruit Company sử dụng trên khắp châu Mỹ Latinh vào khoảng năm 1922. Hỗn hợp này có biệt danh là perico, hay "vẹt đuôi dài", vì nó sẽ biến công nhân thành màu xanh hoàn toàn. Nhiều công nhân sẽ bị bệnh hoặc chết vì ngộ độc do hóa chất độc hại này.

## Lịch sử
Vào thế kỷ 19, một số đợt bùng phát bệnh nho đã xảy ra giữa những cây nho Vitis vinifera của vùng rượu vang cổ điển châu Âu. Những vụ dịch này là do sâu bệnh mà những cây nho này thiếu sức đề kháng, được mang trên những cây nho được mang đến châu Âu dưới dạng mẫu vật thực vật có nguồn gốc từ Mỹ. Những loài gây hại này không chỉ bao gồm Đại dịch rượu vang Pháp do rệp Phylloxera differatrix gây ra, mà còn cả nấm mốc và các bệnh khác do nấm gây ra.
Sau khi bệnh đốm lá xuất hiện, giáo sư thực vật học Pierre-Marie-Alexis Millardet của Đại học Bordeaux đã nghiên cứu về căn bệnh này ở những vườn nho của vùng Bordeaux. Millardet sau đó lưu ý rằng những cây nho gần đường nhất không bị nấm mốc, trong khi tất cả những cây nho khác đều bị ảnh hưởng. Sau khi tìm hiểu, anh phát hiện ra những cây nho đó đã được phun hỗn hợp CuSO4 và vôi để ngăn người đi đường ăn nho, vì cách xử lý này vừa có thể nhìn thấy vừa có vị đắng. Điều này đã khiến Millardet tiến hành thử nghiệm với phương pháp điều trị này. Các thử nghiệm chủ yếu diễn ra tại các vườn nho của Château Dauzac, nơi ông được Ernest David, giám đốc kỹ thuật của Dauzac giúp đỡ. Millardet đã công bố phát hiện của mình vào năm 1885 và khuyến nghị hỗn hợp này để chống lại bệnh đốm lá.
Ở Pháp, việc sử dụng hỗn hợp Bordeaux cũng được gọi là phương pháp điều trị Millardet-David.